# Armuña de Tajuña
Armuña de Tajuña – gmina w Hiszpanii, w prowincji Guadalajara, w Kastylii-La Mancha, o powierzchni 20,67 km². W 2011 roku gmina liczyła 252 mieszkańców.